# Пуно
Вижте пояснителната страница за други значения на Пуно.
Пуно (на испански: Puno; на аймара и кечуа: Punu) е град в Югоизточно Перу, столица на регион Пуно. Населението на градската агломерация е 129 801 жители (по данни от преброяването от 2017 г.). Намира се на 3860 m н.в. на брега на езерото Титикака. Основан е през 1668 г.